# Уэртас, Джон
Джон Уэ́ртас (англ. Jon Huertas, род. 23 октября 1969, Нью-Йорк) — американский актёр. Наиболее известен по ролям сержанта Антонио Эспера в сериале HBO «Поколение убийц», Джо Негрони в фильме «Почему дураки влюбляются» и детектива отдела убийств Хавьера Эспозито в сериале «Касл».

## Музыкальная карьера
В июне 2011 года Уэртас записал музыкальное видео на свой первый сингл «Sex Is the Word».

## Личная жизнь
4 мая 2014 года Уэртас женился на Николь (англ. Nicole), с которой долгое время встречался. Свадьба прошла в Тулуме, Мексика. Уэртас является вегетарианцем.

## Фильмография

### Кино
| Год  | Название на русском       | Название на английском                       | Роль                   | Примечания             |
| ---- | ------------------------- | -------------------------------------------- | ---------------------- | ---------------------- |
| 1996 | Приказано уничтожить      | Executive Decision                           | Сэмми, террорист       |                        |
| 1996 | Южное бюро убийств        | South Bureau Homicide                        | офицер №2              | Короткометражка        |
| 1998 | Почему дураки влюбляются  | Why Do Fools Fall in Love?                   | Джо Негорни            |                        |
| 1999 | Холодные сердца           | Cold Hearts                                  | Дариус                 |                        |
| 1999 | Истребитель               | Stealth Fighter                              | лейтенант Брэдли Элиас |                        |
| 2000 | Недоносок                 | Buddy Boy                                    | Омар                   |                        |
| 2000 | Вне подозрений            | Auggie Rose                                  | парамедик №1           |                        |
| 2000 | По кусочкам               | Picking Up the Pieces                        | Пауло                  | В титрах: John Huertas |
| 2000 | История Элиана Гонсалеса  | A Family in Crisis: The Elian Gonzales Story | Рафаэль                |                        |
| 2001 |                           | Green Diggity Dog                            | Тим Портер             |                        |
| 2002 | Букашка                   | Bug                                          | Митчелл                |                        |
| 2002 | Грань одержимости         | Borderline                                   | Сиро Руис              |                        |
| 2003 |                           | El Gusano                                    | Дэн                    | Короткометражка        |
| 2005 | Индукция                  | Induction                                    | Рико Родригес          | Короткометражка        |
| 2006 | Гаражная распродажа       | The Yardsale                                 | Чуй                    |                        |
| 2006 | У твоего порога           | Right at Your Door                           | Рик                    |                        |
| 2006 | Любовь в стиле сальса     | Hot Tamale                                   | Алекс                  |                        |
| 2007 | Ненасытная                | The Insatiable                               | Хавьер                 |                        |
| 2007 |                           | Making It Legal                              | Майк Карлтон           |                        |
| 2007 | Сторонники                | Believers                                    | Виктор                 |                        |
| 2008 | Битва в пустыне           | The Objective                                | сержант Винсент Дегето |                        |
| 2010 | Крошка из Беверли-Хиллз 2 | Beverly Hills Chihuahua 2                    | Альберто               |                        |
| 2012 | Тайник                    | Stash House                                  | Рэй Джаффи             |                        |
| 2014 |                           | Reparation                                   | Джером Келлер          |                        |

### Телевидение
| Год       | Название на русском               | Название на английском                  | Роль                          | Примечания |
| --------- | --------------------------------- | --------------------------------------- | ----------------------------- | --- |
| 1993      | Дома у Уэбберов                   | The Webbers                             | Пимп                          | В титрах отсутствует; 1 эпизод |
| 1995      | Беверли-Хиллз, 90210              | Beverly Hills, 90210                    | Питер Магнусон                | Эпизод: «Must Be a Guy Thing» |
| 1997      | Военно-юридическая служба         | JAG                                     | Каюга Хелмсман и Рамирес      | Эпизоды: «Cowboys & Cossacks» и «Vanished» |
| 1998      | Детектив Нэш Бриджес              | Nash Bridges                            | карманник                     | Эпизод: «Impostors» |
| 1998–1999 |                                   | Moesha                                  | Антонио                       | 8 эпизодов: «Homecoming», «Teacher», «A Terrible Thing Happened on My Tour of College», «A Class Act Christmas», «Barking Up the Wrong Tree», «I Love Moesha», «Life Imitating Art» и «The Prom»                                                          |
| 1999      | Переправа святого Михаила         | St. Michael's Crossing                  |                               | |
| 1999      | ФАКультет                         | Undressed                               | Эван                          | Сезон 1 |
| 1999      | Время твоей жизни                 | Time of Your Life                       |                               | Эпизод: «The Time They Threw That Party» |
| 1999–2000 | Сабрина — маленькая ведьма        | Sabrina, the Teenage Witch              | Брэд Альсерро                 | 11 эпизодов (сезон 4): «No Place Like Home», «Dream a Little Dreama Me», «Jealousy, Spoiled Rotten», «The Phantom Menace», «Ice Station Sabrina», «Super Hero», «Salem's Daughter», «Dreama the Mouse», «The Four Faces of Sabrina» и «The End of an Era» |
| 2000      | Прикосновение ангела              | Touched by an Angel                     | Уоррен                        | Эпизод: «The Perfect Game» |
| 2001      |                                   | Resurrection Blvd.                      |                               | Эпизод: «Secretos, Mentiras, y Expectativas» |
| 2002      | Полиция Нью-Йорка                 | NYPD Blue                               | Хуан                          | Эпизод: «Less is Morte» |
| 2002–2003 | Щит                               | The Shield                              |                               | 2 эпизода: «Two Days of Blood» (в титрах отсутствует) и «Homewrecker» |
| 2004      | Женская бригада                   | The Division                            | Хуан                          | Эпизод: «Bite Me» |
| 2004      | Шоу Джо Шмо                       | The Joe Schmo Show                      | Ти Джей «The Playah»          | 9 эпизодов: «On with the Schmo», «A Bottle of Red, a Bottle of White», «The Crisis», «Guess Who's Coming to Dinner», «Porked and Beans», R«equiem for a Frog», «Cruiser», «T.J. Needs T.P» и «Finale»                                                     |
| 2004      | Расследование Джордан             | Crossing Jordan                         | Мануэль Риос                  | Эпизод: «Necessary Risks» |
| 2005      | Без следа                         | Without a Trace                         | Луис Альварес                 | Эпизод: «Neither Rain Nor Sleet» |
| 2005      | C.S.I.: Место преступления        | CSI: Crime Scene Investigation          | психолог Леон Мадера          | Эпизод: "Committed" |
| 2005      | Детектив Раш                      | Cold Case                               | Карлос                        | Эпизод: «Saving Patrick Bubley» |
| 2006      | Нашествие                         | Invasion                                | национальный гвардеец         | Эпизод: «Round Up» |
| 2007      | Побег                             | Prison Break                            | ДеХесус                       | Эпизод: «Sona» |
| 2008      | Поколение убийц                   | Generation Kill                         | сержант Антонио Эспера        | 7 эпизодов: «Get Some», «The Cradle of Civilization», «Screwby», «Combat Jack», «A Burning Dog», «Stay Frosty» и «Bomb in the Garden» |
| 2008      | Терминатор: Битва за будущее      | Terminator: The Sarah Connor Chronicles | Тревор                        | Эпизод: «Allison from Palmdale» |
| 2008–2009 | Морская полиция: Спецотдел        | NCIS                                    | сержант Джейк Кейл            | 2 эпизода: «Nine Lives» и «Caged» (в титрах отсутствует) |
| 2009      | Под прикрытием                    | Dark Blue                               | Чавес                         | Эпизод: «O.I.S.» |
| 2009–2016 | Касл                              | Castle                                  | Хавьер Эспосито               | PRISM Award за лучшую актёрскую игру в драматическом эпизоде в 2012 году. |
| 2012      | В курсе последних событий с Челси | Chelsea Lately                          | Хавьер Эспосито в «Касле»     | Эпизод №6.187 (играет самого себя, который играет Хавьера Эспосито) |
| 2016–2019 | Элементарно                       | Elementary                              | Алькон Селае                  | Эпизод: «Worth Several Cities» Эпизод: «Hurt Me, Hurt You» |
| 2016–2017 | Это мы                            | This Is Us                              | Мигель                        | |
| 2019      | Новичок                           | The Rookie                              | Сезар Охеда / Алехандро Михея | 2 сезон 3 серия «Ставка» |